# Pseudagrion tinctipennis
Pseudagrion tinctipennis är en trollsländeart som beskrevs av Fraser 1951. Pseudagrion tinctipennis ingår i släktet Pseudagrion och familjen dammflicksländor. Inga underarter finns listade i Catalogue of Life.